# Königsbarg

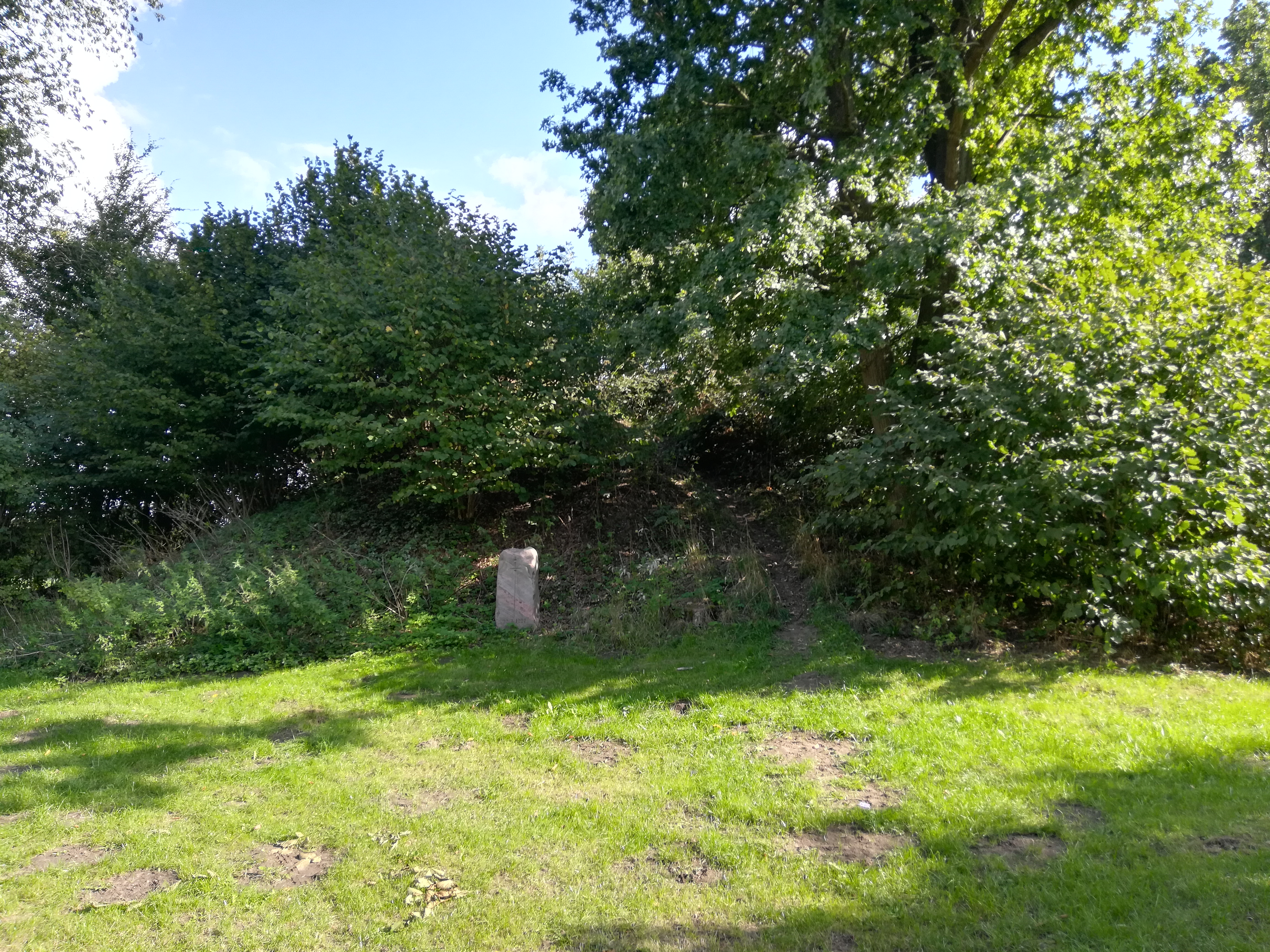
Königsbarg

Der Königsbarg (niederdeutsch Köngsbarg) ist ein jungsteinzeitliches Hügelgrab westlich von Bornhöved im Kreis Segeberg in Schleswig-Holstein. Er ist baumbestanden und erreicht eine Höhe von einigen Metern. 
Angeblich soll die Anhöhe 1227 bei der Schlacht bei Bornhöved dem Dänischen König Waldemar II. als Feldherrnhügel gedient haben, wovon aus er die Schlacht dirigierte. Vor dem Hügel weist ein Gedenkstein mit der Inschrift 22.7.1227 und einem eingemeißelten Schwert auf die Schlacht hin.